# 菊田早苗
菊田 早苗（きくた さなえ、1971年9月10日 - ）は、日本の男性総合格闘家。東京都練馬区出身。GRABAKA主宰。元ライトヘビー級キング・オブ・パンクラシスト。ADCC 2001 88kg未満級 優勝。
明治大学名誉教授・弁護士の菊田幸一を父に持つ。

## 来歴
小学6年生で身長が170cmあまりあった。小学校6年の時に佐山聡のスーパータイガージムに入門。しかし当時のスーパータイガージムはフィットネスクラブのような感じであったため物足りなさを感じてすぐに退会してしまった。
中学・高校時代には柔道を経験。練馬区立練馬東中学校では1986年中学柔道関東大会78kg級で、明大中野高校では1989年国体柔道少年男子団体で(東京チームの一員として)優勝を果たした
。
日本体育大学体育学部武道学科に進学し、柔道部では古賀稔彦の指導を受けるが、スクールカラーが体育教員養成系である日体大にあって体育教師志望でなかったため休学。その後、新日本プロレスやUWFインターナショナルに入門するも前者は1週間で破門（同期は小島聡、FUNAKI、池田大輔）、後者は脱走という形で退団。その後、プロレスから逃げた者に居場所はないからと就職しようと考えたが柔道部の恩師に不動産屋を紹介されると「なんでもいいから儲かりたいんじゃない」と考えUWFインターナショナルへの出戻りを決意。しかし出戻りを決意してうけたテストでは脱水症状になるまで体を動かした末に山本喧一とスパーリングを行うという過酷なプログラムを課され、腕を折られる。結果は不合格。
プロレスで3度の挫折を味わった菊田は大学を正式に中退してワーキングホリデーで渡豪。スタン・ザ・マンも通っていたジムでキックボクシングを習う。
帰国後にタイガージムの頃からの顔見知りであった平直行へ挨拶し、平から「練習パートナーがいないから寝技やらない?」と誘われて正道会館に入門。ちょうどその頃UFCでホイス・グレイシーが活躍していたころであり、試合を見て柔道の寝技を戦いに使えるものだと知った菊田は、それまで避けていたほど嫌いであった寝技に傾倒するようになった。正道会館入門後、アマチュアシュートボクシング全国大会重量級を制し、総合格闘技大会ザ・トーナメント・オブ・Jも連覇。トーナメント・オブ・Jに優勝した後、平から「石井館長に言って給料払うから、ここ（正道会館柔術クラス）で指導者として働かないか?」と誘われたが、何度も断ったため一時期試合を干された。
修斗、リングス、PRIDE参戦を経て1999年6月、パンクラスに参戦。2000年にはパンクラスの中で外部勢力を集めた新勢力「GRABAKA（グラバカ）」を立ち上げた。
2001年4月にアブダビコンバット88kg未満級に出場し、日本人初の優勝を果たした。
2001年8月18日、DEEP2001 in YOKOHAMAでシェマック・ウォレスと対戦し、マウントパンチによるTKO勝ちを収めた。試合後のリング上で9月30日に美濃輪育久とのライトヘビー級（-90kg）キング・オブ・パンクラス決定戦をアピールした。試合は顔面のカットによるドクターストップでTKO勝ちを収め王座獲得に成功した。
2002年8月8日、UFO LEGENDでアントニオ・ホドリゴ・ノゲイラと対戦し、右ストレートでKO負け。
2002年12月、GRABAKAジムを東京都中野区にオープン。
2003年11月30日、ライトヘビー級キング・オブ・パンクラス タイトルマッチで近藤有己と対戦し、左フックでKO負けを喫し王座陥落した。
2005年8月、練習中に右足内腿靭帯を部分断裂。10月2日に予定されていた近藤との3度目のタイトルマッチは中止となった。
2005年12月31日、PRIDE 男祭り 2005で瀧本誠と対戦。判定勝利を収めるものの試合後にDSEの榊原社長から試合内容について苦言を呈された。
2007年12月31日のやれんのか! 大晦日! 2007で同じGRABAKAに所属する三崎和雄vs秋山成勲戦にセコンドとして付き、その後の再戦騒動に巻き込まれた。
2008年3月5日の『戦極』旗揚げ戦戦極 〜第一陣〜でフィル・バローニと対戦予定であったが、バローニが右肩負傷で欠場となり菊田も欠場となった。
2008年6月8日、戦極 〜第三陣〜で約1年半振りに試合を行いクリス・ライスと対戦。腕ひしぎ十字固めで一本勝ち。
2009年1月4日、戦極の乱2009で吉田秀彦と対戦し、2-1の判定勝ち。
2010年6月20日、SRC13でYasubei榎本と対戦。右アッパーでダウンしたところにパウンドで追撃されTKO負け。
2010年10月24日、9年2か月ぶりのDEEP参戦となったDEEP 50 IMPACTでキム・イサクと対戦。タオル投入によるTKO勝ち。
2011年10月15日、GRABAKA LIVE!で山本喧一と対戦し、マウントパンチでTKO勝ちを収めた。

## 人物・エピソード
- 特技はピアノ演奏。
- 日体大時代は非常に過酷な生活をしていた。1年生の柔道部員は7畳の部屋で7人が寝るという扱いであり、ウォークマン、サンダル、短パンは規則で禁止されていた。他にも食堂以外でものを食べているところを他人に見られてはならず、もし見られたら夜中に1年生の部員全員呼び出されて鉄拳制裁を受けた。初めて日体大の寮で寝た時、天井を見たら「一年、雑草。二年、平民。三年、天皇。四年、神様」と書かれてあり、菊田は「これはヤバいところに来たな……」と思ったという。2年生になると髪を伸ばせるが、伸ばした者は通過儀礼として先輩達から鉄のスパイクで殴られ、殴られた者は頭部から血が勢いよく噴き出たという[1]。
- 大学時代はちょうど第二次UWFが盛り上がっていた頃であったが、菊田はプロレスだと割り切って観ていた。中井裕樹や佐藤ルミナなどはUWFを真剣勝負だと思って憧れて総合格闘技に進んだが、それとは対照的である。菊田は中学時代にリッキー・フジからプロレスがショーであることを詳細に教わっていた[1]。
- 一時期、雑誌「紙のプロレス」におけるインタビューで、「天山広吉・小島聡はロクな死に方をしない、人間的にバカにした商売、騙して連れてきて金を取る」などプロレスラーやプロレスを貶める発言を連発し、髙田道場やプロレスファンの怒りを買った。これには短期間ではあるが、UWFインターナショナルや新日本プロレスに入門した際、人間関係で何かしらのトラブルが背景にあったことによる。後に、PRIDE.20で前述の経緯などから菊田に対して強い嫌悪感を持つアレクサンダー大塚との試合に勝利した後のリング上で「かつて批判したことはありますが、プロレスも格闘技も素晴らしいものだと思っています」と観客に訴えた。これは後に天山・小島を指したものではなく、プロレスラー全員を指して「ロクな死に方をしない」と言ったことが判明。あまりの問題発言に編集部で作為したのだと後のkamiproに真相が掲載された。2015年3月24日、真夜中のハーリー&レイスに出演した際、菊田自身が、新日本プロレス道場での顛末を語っており、明大柔道つながりで坂口征二の伝手で入門したこと、教官であった馳浩にクビを宣告されたこと、そして同期入門で唯一人デビューを果たした小島を尊敬していることを明かした。2017年2月24日に収録された『KAMINOGE』の座談会でも新日本プロレスでの出来事やプロレスに関する発言などについて同様のことを話しており、kamiproで言いたかったことは天山と小島への批判ではなく武藤敬司とペドロ・オタービオの試合への批判であり、字数オーバーした原稿をゲラチェックに出して校正で大幅に削るというライターの阿修羅チョロの悪い癖が原因であったことを明かした[1]。
- UWF時代は合宿所の中では田村潔司が絶対の立場であり、当時デビューしていた金原弘光ですら日曜日の外出は自由に出来ず、出掛ける際に「もし田村さんが来たら、ちょっとコンビニに行ってすぐに帰ってくるみたいだとか言ってごまかしておいてくれ」と新弟子に言ったほどである。その中でも菊田が辛いと思ったのは田村が入り終わるまで新人は入浴が許されなかったことであり、夜中の1時まで他の新弟子と共に無言でリビングで体育座りすることがざらであった。とうとう入浴をあきらめざるを得なくなり、我慢できなくなった菊田は入門して2週間ほど経過した頃、合宿所に自分一人という状況であったことをチャンスと思ってそのまま脱走した[1]。

## 戦績

### 総合格闘技
| 総合格闘技 戦績 | 総合格闘技 戦績 | 総合格闘技 戦績 | 総合格闘技 戦績 | 総合格闘技 戦績 | 総合格闘技 戦績 | 総合格闘技 戦績 |
| --------------- | --------------- | --------------- | --------------- | --------------- | --------------- | --------------- |
| 44 試合         | (T)KO           | 一本            | 判定            | その他          | 引き分け        | 無効試合        |
| 31 勝           | 4               | 17              | 10              | 0               | 3               | 1               |
| 9 敗            | 4               | 2               | 3               | 0               | 3               | 1               |

| 勝敗 | 対戦相手                       | 試合結果                           | 大会名                                                                              | 開催年月日     |
| ×    | ソン・ケナン                   | 5分2終了 判定0-3                   | REAL 1                                                                              | 2014年12月23日 |
| ○    | 成瀬昌由                       | 1R 2:25 腕ひしぎ十字固め           | GRABAKA LIVE! 3                                                                     | 2013年10月27日 |
| ×    | 桜木裕司                       | 1R 0:35 KO（サッカーボールキック） | GRABAKA LIVE! 2                                                                     | 2012年10月27日 |
| ○    | 山本喧一                       | 1R 2:18 TKO（マウントパンチ）      | GRABAKA LIVE! 1st CAGE ATTACK                                                       | 2011年10月15日 |
| ○    | キム・イサク                   | 1R 1:21 TKO（タオル投入）          | DEEP 50 IMPACT 〜10年目の奇跡〜                                                     | 2010年10月24日 |
| ×    | Yasubei榎本                    | 1R 3:57 TKO（右アッパー→パウンド） | SRC13                                                                               | 2010年6月20日  |
| ○    | 吉田秀彦                       | 5分3R終了 判定2-1                  | 戦極の乱2009                                                                        | 2009年1月4日   |
| ○    | クリス・ライス                 | 1R 3:54 腕ひしぎ十字固め           | 戦極 〜第三陣〜                                                                     | 2008年6月8日   |
| ○    | ジョン・フランソワ・レノグ     | 2R（10分/5分）終了 判定3-0         | PRIDE 武士道 -其の十三-                                                             | 2006年11月5日  |
| ○    | 瀧本誠                         | 3R（10分/5分/5分）終了 判定3-0     | PRIDE 男祭り 2005 頂-ITADAKI-                                                       | 2005年12月31日 |
| ○    | アイスマン                     | 1R 2:14 アキレス腱固め             | PANCRASE 2004 BRAVE TOUR                                                            | 2004年11月7日  |
| ○    | キース・ロッケル               | 5分3R終了 判定2-0                  | PANCRASE 2004 BRAVE TOUR                                                            | 2004年4月23日  |
| ×    | 近藤有己                       | 3R 0:08 KO（左フック）             | PANCRASE 2003 HYBRID TOUR 【ライトヘビー級キング・オブ・パンクラス タイトルマッチ】 | 2003年11月30日 |
| ○    | エルヴィス・シノシック         | 5分3R終了 判定3-0                  | PANCRASE 2003 HYBRID TOUR                                                           | 2003年8月31日  |
| △    | 近藤有己                       | 5分3R終了 判定1-1                  | PANCRASE 2003 HYBRID TOUR 【ライトヘビー級キング・オブ・パンクラス タイトルマッチ】 | 2003年5月18日  |
| ○    | エデュアルド・パンプロナ       | 5分3R終了 判定3-0                  | PANCRASE 2002 SPIRIT TOUR                                                           | 2002年11月30日 |
| ×    | アントニオ・ホドリゴ・ノゲイラ | 2R 0:29 KO（右ストレート）         | 世界最強伝説 UFO LEGEND                                                             | 2002年8月8日   |
| ○    | アレクサンダー大塚             | 3R（10分/5分/5分）終了 判定3-0     | PRIDE.20                                                                            | 2002年4月28日  |
| ○    | 渡辺大介                       | 1R 2:14 肩固め                     | PANCRASE 2001 PROOF TOUR                                                            | 2001年12月1日  |
| ○    | 美濃輪育久                     | 2R 4:30 TKO（ドクターストップ）    | PANCRASE 2001 PROOF TOUR 【ライトヘビー級キング・オブ・パンクラス タイトルマッチ】  | 2001年9月30日  |
| ○    | シェマック・ウォレス           | 1R 1:52 TKO（マウントパンチ）      | DEEP2001 in YOKOHAMA                                                                | 2001年8月18日  |
| ○    | マット・トライヘイ             | 1R 1:11 腕ひしぎ十字固め           | PANCRASE 2001 PROOF TOUR                                                            | 2001年6月26日  |
| ○    | トゥ・レン                     | 1R 2:02 肩固め                     | Kasshin 2                                                                           | 2001年3月11日  |
| －   | アレックス・スティーブリング   | 1R 3:11 無効試合（バッティング）   | PANCRASE 2001 PROOF TOUR                                                            | 2001年2月4日   |
| ○    | 高橋義生                       | 1R 7:22 肩固め                     | PANCRASE 2000 TRANS TOUR                                                            | 2000年12月4日  |
| ×    | ムリーロ・ブスタマンチ         | 15分1R終了 判定0-3                 | PANCRASE 2000 TRANS TOUR                                                            | 2000年10月31日 |
| ○    | マッシブ・イチ                 | 1R 2:13 腕ひしぎ十字固め           | PANCRASE 2000 TRANS TOUR                                                            | 2000年6月26日  |
| ○    | ユージーン・ジャクソン         | 1R 4:38 腕ひしぎ十字固め           | UFC 25: Ultimate Japan 3                                                            | 2000年4月14日  |
| ○    | 柳澤龍志                       | 15分1R終了 判定3-0                 | PANCRASE 2000 TRANS TOUR                                                            | 2000年2月27日  |
| ○    | 鈴木みのる                     | 2:39 肩固め                        | PANCRASE 1999 BREAKTHROUGH TOUR                                                     | 1999年12月18日 |
| △    | トラビス・フルトン             | 15分1R終了 時間切れ                | PANCRASE 1999 BREAKTHROUGH TOUR                                                     | 1999年10月25日 |
| ○    | エディ・ミリス                 | 1R 1:57 ギブアップ（パウンド）     | PANCRASE 1999 BREAKTHROUGH TOUR                                                     | 1999年9月18日  |
| ○    | 伊藤崇文                       | 10分+延長3分終了 判定3-0           | PANCRASE 1999 BREAKTHROUGH TOUR                                                     | 1999年7月6日   |
| ○    | エリック・ゲデック             | 1:20 チョークスリーパー            | PANCRASE 1999 BREAKTHROUGH TOUR                                                     | 1999年6月11日  |
| ×    | ポール・ジョーンズ             | 5分3R終了 判定0-3                  | 修斗 Las Grandes Viajes 6                                                           | 1998年11月27日 |
| △    | 松井大二郎                     | 10分3R終了 時間切れ                | PRIDE.4                                                                             | 1998年10月11日 |
| ×    | ヘンゾ・グレイシー             | 6R 0:43 フロントチョーク           | PRIDE.2                                                                             | 1998年3月15日  |
| ○    | 田中稔                         | 2R 3:08 ネックロック               | リングス BATTLE GENESIS Vol.2                                                       | 1997年10月14日 |
| ○    | 辻嘉一                         | 8:33 腕ひしぎ十字固め              | リングス BATTLE GENESIS Vol.1                                                       | 1997年4月4日   |
| ○    | 須田匡昇                       | 1R 3:59 腕ひしぎ十字固め           | ザ・トーナメント・オブ・J '97 【ヘビー級トーナメント 決勝】                         | 1997年7月27日  |
| ○    | 米谷利展                       | 1R 1:00 アキレス腱固め             | ザ・トーナメント・オブ・J '97 【ヘビー級トーナメント 準決勝】                       | 1997年7月27日  |
| ○    | 北川純                         | 1R 3:15 アキレス腱固め             | ザ・トーナメント・オブ・J '97 【ヘビー級トーナメント 1回戦】                        | 1997年7月27日  |
| ×    | ムスタク・アブドゥーラ         | 1R 6:27 前腕チョーク               | VALE TUDO JAPAN '96                                                                 | 1996年7月7日   |
| ○    | 須田匡昇                       | 1R 1:15 ヒールホールド             | ザ・トーナメント・オブ・J '96 【決勝】                                              | 1996年3月30日  |
| ○    | 芳岡博之                       | 1R 3:05 ヒールホールド             | ザ・トーナメント・オブ・J '96 【準決勝】                                            | 1996年3月30日  |
| ○    | イーゲン井上                   | 5分1R終了 判定                     | ザ・トーナメント・オブ・J '96 【2回戦】                                             | 1996年3月30日  |
| ○    | 川勝三朗                       | 1R 2:04 V1アームロック             | ザ・トーナメント・オブ・J '96 【1回戦】                                             | 1996年3月30日  |

### グラップリング
| 勝敗 | 対戦相手           | 試合結果    | 大会名                          | 開催年月日    |
| ○    | サウロ・ヒベイロ   | ポイント3-0 | ADCC 2001 【88kg未満級 決勝】   | 2001年4月12日 |
| ○    | イーゲン井上       | ポイント2-0 | ADCC 2001 【88kg未満級 準決勝】 | 2001年4月12日 |
| ○    | クリス・ブラウン   | ポイント6-4 | ADCC 2001 【88kg未満級 2回戦】  | 2001年4月11日 |
| ○    | エヴァン・タナー   | ポイント6-0 | ADCC 2001 【88kg未満級 1回戦】  | 2001年4月11日 |
| ×    | ヒーガン・マチャド | ポイント    | ADCC 1999 【99kg未満級 1回戦】  | 1999年2月24日 |

## 獲得タイトル
- ザ・トーナメント・オブ・J '96 優勝（1996年）
- ザ・トーナメント・オブ・J '97 ヘビー級 優勝（1997年）
- ADCC 2001 88kg未満級 優勝（2001年）
- 第2代ライトヘビー級キング・オブ・パンクラス王座（2001年）
- プロレス大賞 技能賞（2001年）